# Rémy Lécluse
Pour les articles homonymes, voir Lécluse (homonymie).
Pas d'image ? Cliquez ici
Rémy Lécluse est un alpiniste, guide de haute montagne et skieur de pente raide français, né le 5 juin 1964 au Perreux-sur-Marne. Il a disparu le 23 septembre 2012 dans une avalanche au camp III sur le Manaslu. Il est connu pour ses descentes en ski de pentes raides.  

## Principales premières
- Février 2007 - Face Est du Balmhorn